# Carefree
Carefree és una població dels Estats Units a l'estat d'Arizona. Segons el cens del 2007 tenia 3.875 habitants.

## Demografia
Segons el cens del 2000, Carefree tenia 2.927 habitants, 1.389 habitatges, i 995 famílies La densitat de població era de 127,7 habitants/km².
Dels 1.389 habitatges en un 14,3% hi vivien nens de menys de 18 anys, en un 66,5% hi vivien parelles casades, en un 3,2% dones solteres, i en un 28,3% no eren unitats familiars. En el 23,3% dels habitatges hi vivien persones soles el 10,7% de les quals corresponia a persones de 65 anys o més que vivien soles. El nombre mitjà de persones vivint en cada habitatge era de 2,11 i el nombre mitjà de persones que vivien en cada família era de 2,44.
Per edats la població es repartia de la següent manera: un 12,7% tenia menys de 18 anys, un 2% entre 18 i 24, un 15,4% entre 25 i 44, un 40,5% de 45 a 60 i un 29,3% 65 anys o més.
L'edat mediana era de 55 anys. Per cada 100 dones de 18 o més anys hi havia 97,2 homes.
La renda mediana per habitatge era de 88.702 $ i la renda mediana per família de 105.699 $. Els homes tenien una renda mediana de 61.050 $ mentre que les dones 38.750 $. La renda per capita de la població era de 62.433 $. Aproximadament el 2% de les famílies i el 3,2% de la població estaven per davall del llindar de pobresa.

## Poblacions més properes
El següent diagrama mostra les poblacions més properes.